# Radek Knapp
Radek Knapp (* 3. August 1964 in Warschau) ist ein österreichischer Schriftsteller.

## Leben und Wirken
Radek Knapp wuchs in Polen bei seinen Großeltern auf, bis er 1976 seiner Mutter nach Wien folgte. Dort studierte er nach seiner Matura, die er an einer Handelsakademie abgelegt hatte, an der Universität Wien Philosophie. Er hielt sich mit verschiedenen Jobs über Wasser.
Der Durchbruch als Autor gelang ihm 1994 mit dem Erzählband Franio. Dafür erhielt er den aspekte-Literaturpreis.
Seit diesem Zeitpunkt arbeitet er als freier Schriftsteller. Bekannt wurden seine Romane Ente à l’orange, Herrn Kukas Empfehlungen und Papiertiger. Seine Werke wurden in mehrere Sprachen übersetzt, darunter Niederländisch, Kroatisch und Slowenisch. Im Jahr 2008 kam der Film Herrn Kukas Empfehlungen nach seinem gleichnamigen Roman in die Kinos.
In einer ARD-TV-Dokumentation im Jahre 2020 über Polen trat er als Sachverständiger und Studiogast auf.

## Auszeichnungen
- 1992 Nachwuchsstipendium für Literatur des Bundesministeriums für Unterricht und Kunst
- 1994 Literaturpreis des ZDF-Kulturmagazins „aspekte“
- 1999/2000 Projektstipendium für Literatur des Bundeskanzleramts
- 2001 Förderpreis des Adelbert-von-Chamisso-Preises

## Werke
- Ein Bericht, Frankfurt am Main 1989.
- Franio, Wien 1994, ISBN 3-216-30102-8.
- Ente à l’orange, Wien 1996.
- Herrn Kukas Empfehlungen, München u. a. 1999.
- Papiertiger, München u. a. 2003.
- Die vertauschten Köpfe, Operelle für das sirene Operntheater 2004[2]
- Gebrauchsanweisung für Polen, München u. a. 2005 (erweiterte Version: 2017), ISBN 3-492-27536-2.
- Reise nach Kalino, München 2012, ISBN 978-3-492-05472-0.
- Eine kitzikleine Sache, Operelle für das sirene Operntheater 2013[3]
- Der Gipfeldieb, München 2015, ISBN 978-3-492-05705-9.
- Der Mann, der Luft zum Frühstück aß, Erzählung, Paul Zsolnay Verlag/Deuticke Verlag, Wien 2017, ISBN 978-3-552-06336-5
- Die Stunde der Geburt / The Hour Of Birth. Eine Erzählung zu 41 Grafiken von Alfred Kubin, Paul Zsolnay Verlag/Deuticke Verlag, Wien 2017, ISBN 978-3-552-06368-6
- Von Zeitlupensymphonien und Marzipantragödien: Notizen eines Möchtegern-Österreichers, Amalthea Signum, Wien 2020, ISBN 978-3-99050-181-8